# Copa de Alemania de balonmano
La Copa de balonmano de Alemania (alemán: DHB Pokal) es un torneo de eliminación directa que se desarrolla en el país germano desde la temporada 1974-1975.

## Palmarés
| Posición | Club                     | Títulos | año de triunfo                                                               |
| -------- | ------------------------ | ------- | ---------------------------------------------------------------------------- |
| 1.       | THW Kiel                 | 13      | 1998, 1999, 2000, 2007, 2008, 2009, 2011, 2012, 2013, 2017, 2019, 2022, 2025 |
| 2.       | VfL Gummersbach          | 5       | 1977, 1978, 1982, 1983, 1985                                                 |
| 3.       | SG Flensburg-Handewitt   | 4       | 2003, 2004, 2005, 2015                                                       |
|          | TV Großwallstadt         | 4       | 1980, 1984, 1987, 1989                                                       |
|          | TBV Lemgo                | 4       | 1995, 1997, 2002, 2020                                                       |
| 6.       | TUSEM Essen              | 3       | 1988, 1991, 1992                                                             |
|          | GWD Minden               | 3       | 1975, 1976, 1979                                                             |
|          | SC Magdeburg             | 3       | 1996, 2016, 2024                                                             |
| 9.       | HSV Hamburg              | 2       | 2006, 2010                                                                   |
|          | SG Wallau/Massenheim     | 2       | 1993, 1994                                                                   |
|          | Rhein-Neckar Löwen       | 2       | 2018, 2023                                                                   |
| 12.      | TuS Nettelstedt-Lübbecke | 1       | 1981                                                                         |
|          | Füchse Berlin            | 1       | 2014                                                                         |
| 14.      | MTSV Schwabing           | 1       | 1986                                                                         |
|          | TSV Milbertshofen        | 1       | 1990                                                                         |
|          | VfL Bad Schwartau        | 1       | 2001                                                                         |